# Ministero delle infrastrutture e dei trasporti
Il Ministero delle infrastrutture e dei trasporti (MIT) è un dicastero del governo italiano. Ha competenza sulle reti infrastrutturali nazionali (stradali e autostradali, ferroviarie, portuali e aeroportuali) a servizio dei mezzi di trasporto e sui trasporti terrestri, marittimi e aeronautici. Esprime inoltre il piano generale dei trasporti e della logistica, e i piani di settore per i trasporti, compresi i piani urbani di mobilità.
È nato nel 2001 dall'unione dei precedenti ministeri dei lavori pubblici e dei trasporti.
Dal 22 ottobre 2022 il ministro è Matteo Salvini.

## Storia

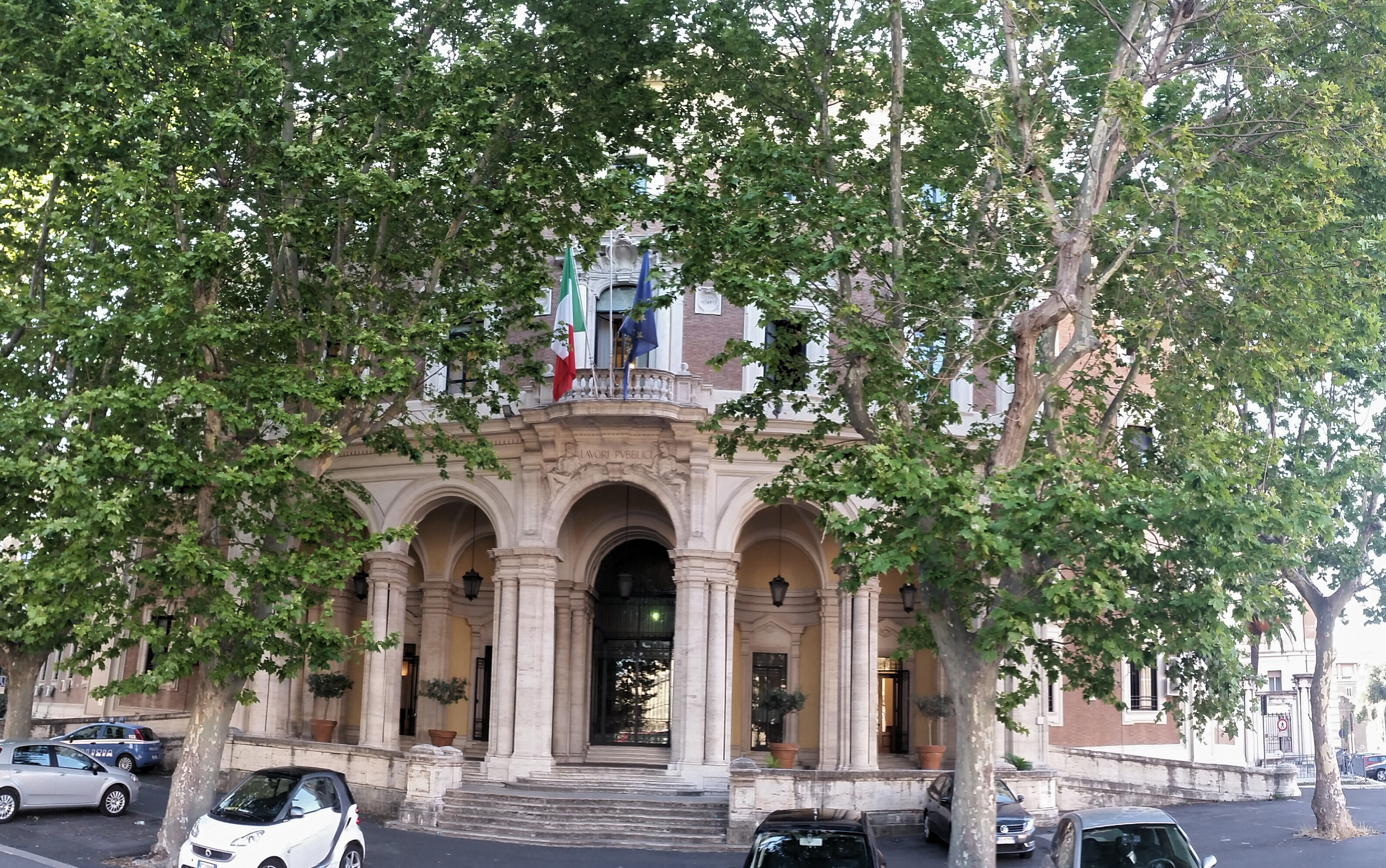
Ingresso del Ministero a Porta Pia, riservato alle alte cariche.

L'antesignano dell'attuale Ministero, per la componente delle infrastrutture era il Ministero dei lavori pubblici, esistente già dal 1861 col governo Cavour IV, il primo dell'Italia unita, sino al suo accorpamento nel 2001 nell'attuale ministero.
Il precedente storico del MIT, afferente alla componente dei trasporti era il Ministero dei trasporti, presente dal 22 giugno 1916 col Governo Boselli, con la denominazione di Ministero dei trasporti marittimi e ferroviari. Col Governo Nitti II dal 21 maggio 1920 il dicastero viene soppresso ed accorpato col Ministero dei lavori pubblici. Con decreto luogotenenziale del 12 dicembre 1944, n. 413, il Ministero dei trasporti viene scorporato dal Ministero delle comunicazioni, ove già da tempo un sottosegretario si occupava di trasporti, ferrovie e strade. La parte restante relativa a telefoni, telegrafi e simili venne eretta in Ministero delle poste e delle telecomunicazioni. Col Governo Leone I, nel 1963, viene aggiunta la componente sull'aviazione civile, con conseguente cambiamento di denominazione in Ministero dei trasporti e dell'aviazione civile. Con il governo Moro IV, nel 1974, perde la competenza sull'aviazione civile, e ritorna Ministero dei trasporti. Nel 1993-1994, nell'ambito della prima razionalizzazione dell'organizzazione ministeriale, viene accorpato con il Ministero della marina mercantile, e col governo Berlusconi I nel 1994 viene denominato Ministero dei trasporti e della navigazione.
Con la Riforma Bassanini, del D. Lgs. n. 300/1999, attuata dal governo Berlusconi II nel 2001 e sino al 2006, viene istituito il nuovo Ministero delle infrastrutture e dei trasporti, accorpando parte del Ministero dei lavori pubblici col Ministero dei trasporti. La parte residua del dicastero dei Lavori Pubblici è trasferita al Ministero dell'ambiente, che sempre in virtù della Riforma Bassanini viene ridenominato Ministero dell'ambiente e della tutela del territorio. Nel 2006, col governo Prodi II viene suddiviso in due: Ministero dei trasporti e Ministero delle infrastrutture, per essere, poi, riaccorpato nel Ministero delle infrastrutture e dei trasporti dal governo Berlusconi IV, in virtù della legge finanziaria 2008.
Il 26 febbraio 2021, con il governo Draghi, assume la denominazione di Ministero delle infrastrutture e della mobilità sostenibili in seguito all'approvazione del Consiglio dei Ministri, dietro proposta del ministro Enrico Giovannini.
Il 4 novembre 2022, con il governo Meloni, torna ad assumere la denominazione di Ministero delle infrastrutture e dei trasporti.

## Funzioni
Il Ministero delle infrastrutture e dei trasporti si occupa di tutte le infrastrutture e dei lavori pubblici di competenza nazionale, ferme restando le competenze delle Regioni e delle Province autonome, delle reti di comunicazione stradali, autostradali, ferroviarie, lacuali, aeree e aeroportuali, marittime e portuali, attraverso le Capitanerie di Porto. Inoltre si occupa dell'edilizia residenziale, pubblica e privata, e sovraindente alla pianificazione degli appalti pubblici di competenza statale del Codice dei contratti pubblici di lavori, servizi e forniture, di cui al D. Lgs. n. 163/2006, ferme restando le competenze delle regioni e dell'autorità indipendente: l'Autorità nazionale anticorruzione - ANAC. Esercita le competenze sulle vie stradali previste dal Codice della Strada, di cui al D. Lgs. n. 285/1992; le competenze in ambito marittimo e della navigazione, compresa la marina mercantile, e la navigazione aerea, entrambe regolate dal codice della navigazione, di cui al r.d. n. 327/1942.
Il settore delle infrastrutture e dei contratti pubblici è poi sottoposto alla vigilanza dell'autorità amministrativa indipendente del settore, ossia l'Autorità nazionale anticorruzione, già Autorità per la vigilanza sui contratti pubblici di lavori, servizi e forniture, di cui al Codice dei contratti pubblici, ai sensi del D. Lgs. n. 163/2006, già Autorità per la vigilanza sui lavori pubblici ex legge n. 109/1994.

## Organizzazione
Il Ministero è stato riorganizzato per l'accorpamento con DPR 3 dicembre 2008 n. 212, recante Regolamento di riorganizzazione degli uffici di diretta collaborazione presso il Ministero delle infrastrutture e dei trasporti, e d.P.R. 3 dicembre 2008, n. 211 recante Regolamento di riorganizzazione del Ministero delle infrastrutture e dei trasporti, entrambi in GURI n. 3 del 5 gennaio 2009.

### Strutture centrali
Gli uffici del dicastero si strutturano in uffici di diretta collaborazione del ministro e uffici propri del dicastero.
Sono uffici di diretta collaborazione del ministro i seguenti:
- l'Ufficio di Gabinetto;
- l'Ufficio Legislativo;
- l'Ufficio Stampa;
- la Segreteria del Ministro;
- la Segreteria Tecnica del Ministro;
- il Consigliere per gli Affari Internazionali;
- il Servizio di Controllo Interno;
- le Segreterie dei vice Ministri, ove nominati;
- le Segreterie dei Sottosegretari di Stato.

Il dicastero, a seguito della riorganizzazione del 2023, è attualmente diviso in quattro dipartimenti: 
- il Dipartimento per le infrastrutture e le retri di trasporto, diviso in 4 direzioni Generali, coordinate da due Uffici coordinamento:
  - DG per lo sviluppo del territorio, la programmazione ed i progetti internazionali;
  - DG per le strade e la sicurezza delle infrastrutture stradali;
  - DG per le autostrade e la vigilanza sui contratti di concessione autostradali;
  - DG per il trasporto e le infrastrutture ferroviarie.
- il Dipartimento per i trasporti e la navigazione, diviso in 7 direzioni generali, coordinate da due Uffici coordinamento:
  - DG per la motorizzazione;
  - DG per la sicurezza stradalee l'autotrasporto;
  - DG per i porti, la logistica e l'intermodalità;
  - DG per il trasporto pubblico locale;
  - DG per il mare, il trasporto marittimo e per vie d'acqua interne;
  - DG per gli aeroporti, il trasporto aereo e i servizi satellitari;
  - Comitato Centrale per l'Albo degli Autotrasportatori.
- il Dipartimento per le opere pubbliche e le politiche abitative, diviso in 3 direzioni generali, coordinate da due Uffici coordinamento: 
  - Direzione generale per l'edilizia statale e gli interventi speciali;
  - Direzione generale per la casa e la riqualificazione urbana;
  - Direzione generale per le dighe e le infrastrutture idriche.
- il Dipartimento per gli affari generali e la digitalizzazione, diviso in 3 direzioni generali, coordinate da due Uffici coordinamento:
  - Direzione generale del personale, degli affari generali e del bilancio;
  - Direzione generale per la digitalizzazione;
  - Direzione generale per gli affari legali, societari e i contratti pubblici.

Operano nell'ambito del Ministero:
- il Consiglio superiore dei lavori pubblici, che è l'organo tecnico consultivo del ministero cui è garantita l'indipendenza di giudizio e di valutazione, in materia di opere pubbliche. Ha autonomia funzionale, organizzativa e tecnico-scientifica, di cui al DPR 27 aprile 2006, n. 204;
- la Consulta generale per l'autotrasporto e la logistica, che esercita le funzioni consultive in ambito di autotrasporto e logistica ex d.lgs. 21 novembre 2005, n. 284;
- il Comitato centrale per l'albo nazionale autotrasportatori, che si occupa della tenuta e della pubblicazione dell'Albo Nazionale degli Autotrasportatori di cose per conto terzi nonché di indirizzo e coordinamento in merito alla formazione, tenuta e pubblicazione degli Albi provinciali degli autotrasportatori;
- la Struttura tecnica di missione prevista dall'art. 163 del Codice dei contratti pubblici, d.lgs. 12 aprile 2006, n. 163;
- il Nucleo di valutazione e verifica degli investimenti pubblici, quale organo di verifica sui lavori e opere finanziate con risorse pubbliche, prevista dall'art. 1 legge 17 maggio 1999, n. 144;
- l'Ufficio per la regolazione dei servizi ferroviari, deputato a svolgere i compiti di controllo, monitoraggio e regolazione in ambito ferroviario con particolare riferimento alla vigilanza sulla concorrenza nei mercati del trasporto ferroviario ed alla risoluzione del relativo contenzioso, ex art. 37 d.lgs. 8 luglio 2003 n. 188;
- la Direzione generale per le investigazioni ferroviarie e marittime, chiamata a svolgere le inchieste in caso di incidenti o disastri ferroviari o incidenti marittimi, ex art. 18 d.lgs. 10 agosto 2007 n. 162 e d.lgs. 6 settembre 2011, n. 165 per le investigazioni marittime.

Il Ministero esercita, altresì, le funzioni di vigilanza sulla Agenzia nazionale per la sicurezza delle ferrovie (oggi confluita in ANSFISA) e le funzioni di Organismo investigativo, secondo quanto previsto dagli articoli 4 e 18 del decreto legislativo 10 agosto 2007, n. 162.
Altri uffici:
- l'URP - Ufficio relazioni con il pubblico;
- la Biblioteca;
- l'Ufficio relazioni sindacali;
- l'SPP - Servizio prevenzione e protezione.

### Strutture periferiche
Sono strutture periferiche del ministero:
- i 7 Provveditorati Regionali Interregionali per le Opere Pubbliche, che si occupano delle competenze ministeriali sul territorio, funzionalmente dipendenti dal Dipartimento per le Infrastrutture, gli Affari Generali ed il Personale. Essi raggruppano le attività su ambiti sovraregionale:
  1. Piemonte, Valle d'Aosta, Liguria con sede in Torino;
  2. Lombardia, Emilia-Romagna, con sede in Milano e sede coordinata in Bologna;
  3. Veneto, Trentino-Alto Adige, Friuli-Venezia Giulia, con sede in Venezia e sedi coordinate in Trento ed in Trieste;
  4. Toscana, Marche, Umbria, con sede in Firenze e sede coordinata in Perugia;
  5. Lazio, Abruzzo, Sardegna, con sede in Roma e sedi coordinate in l'Aquila ed in Cagliari;
  6. Campania, Molise, Puglia, Basilicata con sede in Napoli e sede coordinata in Campobasso;
  7. Sicilia, Calabria, con sede in Palermo e sede coordinata in Catanzaro.
- le 5 Direzioni Generali Territoriali, anche DGT, funzionalmente dipendenti dal Dipartimento per i Trasporti, che sono così strutturate:[6]
  - gli Uffici motorizzazione civile - UMC
  - i Centri prova autoveicoli - CPA

Per quanto concerne la competenza territoriale, le Direzioni generali territoriali (DGT) sono 5 così organizzate:
- DGT del nord-ovest, con sede a Milano responsabile per gli Uffici motorizzazione civile, CPA del Piemonte, Valle d'Aosta, Lombardia e Liguria;
- DGT del nord-est, con sede a Mestre (VE) responsabile degli Uffici motorizzazione civile, CPA del Veneto, Trentino-Alto Adige, Friuli-Venezia Giulia e Emilia-Romagna;
- DGT del centro-nord, con sede a Roma responsabile per gli Uffici motorizzazione civile, CPA della Toscana, Umbria, Marche e Lazio;
- DGT del centro-sud e Sardegna, con sede a Napoli responsabile degli Uffici motorizzazione civile, CPA della Campania, Abruzzo, Molise e Sardegna;
- DGT del sud e Sicilia, con sede a Modugno (BA) responsabile degli Uffici motorizzazione civile, CPA della Puglia, Basilicata, Calabria e Sicilia.

Infine, presso i porti, è presente con gli uffici della capitaneria di porto.

## Il Corpo delle capitanerie di porto - Guardia costiera

Stemma del Comando Generale del Corpo delle Capitanerie di Porto - Guardia Costiera

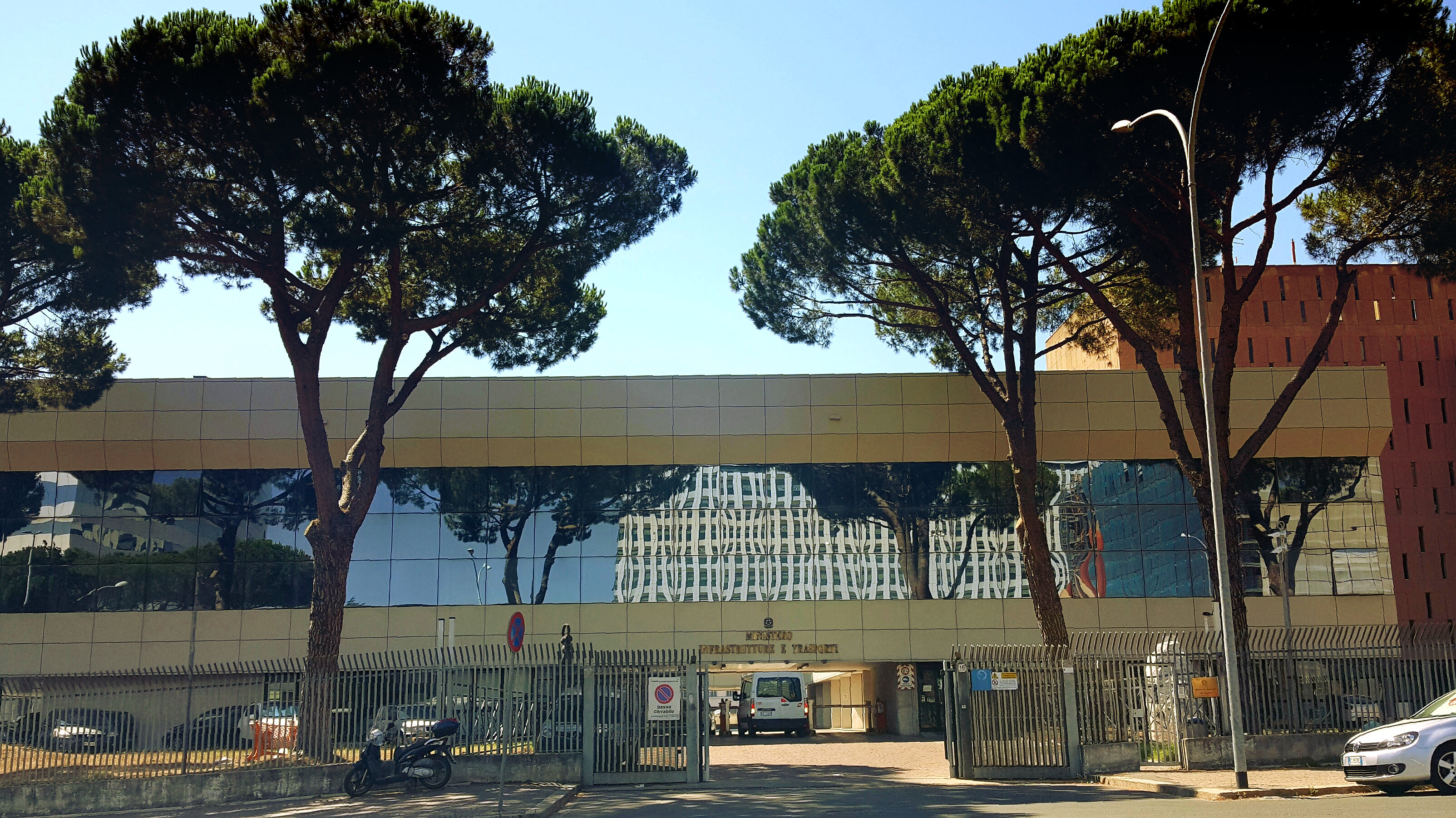
Il Comando Generale del Corpo delle Capitanerie di Porto - Guardia Costiera a Roma, presso la sede all'EUR del Ministero delle infrastrutture e dei trasporti

In dipendenza funzionale dall'Amministrazione delle infrastrutture e dei trasporti opera il Corpo delle capitanerie di porto - Guardia Costiera quale corpo ad ordinamento militare. Il Corpo fa parte della Marina Militare, per i profili attinenti allo status del personale e l'esercizio in concorso di compiti militari di difesa costiera e supporto all'azione della Squadra navale. A livello periferico, esso svolge i compiti amministrativi in campo marittimo attribuiti al ministero che comprendono la regolazione delle attività portuali per i profili di sicurezza, la disciplina con ordinanza di polizia marittima della navigazione e dell'uso degli spazi marittimi d'interesse nazionale, l'esercizio delle funzioni di guardia costiera concernenti la ricerca ed il soccorso alla vita umana in mare (Search and rescue, SAR), il monitoraggio del traffico mercantile e la sorveglianza marittima per finalità di sicurezza della navigazione e prevenzione dei sinistri a tutela dell'ecosistema marino.
L'organizzazione centrale e territoriale - che costituisce la rete degli uffici marittimi che compongono gli organi di amministrazione attiva periferica del MIT - è articolata come segue:
- il Comando generale, che ha funzioni di coordinamento generale dell'azione degli Uffici territoriali ed è sede del centro nazionale di soccorso in mare (Italian Maritime Rescue Coordination Center, IMRCC);
- 15 direzioni marittime, cui fanno capo 15 centri secondari di soccorso (Maritime Rescue Sub Center, MRSC);
- 53 compartimenti marittimi - capitanerie di porto;
- 48 uffici circondariali marittimi;
- 126 uffici locali marittimi;
- 38 delegazioni di spiaggia.

Il corpo dispone di un organico complessivo di circa 11.000 unità tra ufficiali, sottufficiali, graduati e militari di truppa.

## Enti partecipati e controllati
- 100% di Ferrovie Appulo Lucane S.r.l.
- 100% di Rete Autostrade Mediterranee S.p.A.
- Ferrovia Circumetnea
- Gestione governativa navigazione laghi

dati aggiornati al 1 agosto 2019

## Enti vigilati
Il Ministero vigila su taluni enti di cui nomina i vertici o eventuali commissari. Essi sono:
- le 15 Autorità di sistema portuale, quale autorità di vigilanza dei porti italiani;
- l'Aero Club d'Italia, quale ente di promozione in ambito aereo;
- l'ANSFISA - Agenzia nazionale per la sicurezza delle ferrovie e delle infrastrutture stradali e autostradali;
- l'Ente nazionale per l'aviazione civile, ENAC, quale unica autorità di regolazione tecnica, certificazione, vigilanza e controllo dell'aviazione civile;
- l'Istituto nazionale per studi ed esperienze di architettura navale, INSEAN, quale ente di ricerca in ambito navale;
- l'Ente nazionale per le strade - ANAS S.p.A., quale società pubblica per la gestione e la manutenzione del sistema viario nazionale;
- il CIRM - Centro internazionale radio medico;
- CETENA S.p.A. - Centro per gli studi di tecnica navale;
- l'ENAV S.p.A. - Società nazionale per l'assistenza al volo;
- la Fondazione marittima Ammiraglio Michelagnoli;
- le Ferrovie dello Stato S.p.A.;
- la LNI - Lega navale italiana;
- il RINA - Registro italiano navale;
- il RID - Registro italiano dighe.